# Masegoso (Albacete)
Masegoso – gmina w Hiszpanii, w prowincji Albacete, w Kastylii-La Mancha, o powierzchni 103,87 km². W 2011 roku gmina liczyła 122 mieszkańców.